# Shoko Takahashi
Shoko Takahashi (Japans: 高橋 省子, Takahashi Shōko) is een voormalig Japans professioneel tafeltennisster. Takahashi is haar achternaam.
Zij werd wereldkampioen in het dubbelspel met de Roemeense Maria Alexandru in 1975.

## Belangrijkste resultaten
- WK
  -  Goud in het vrouwen dubbelspel in 1975 in Calcutta met Maria Alexandru.
  -  Brons met het team in 1975 in Calcutta.
  -  Brons met het team in 1979 in Pyongyang.